# Elia Sala
Emilio Sala, meglio conosciuto come Elia Sala o anche "Salya" (Milano, aprile 1864 – Gorlaprecotto, 10 gennaio 1920), è stato un pittore, scultore e architetto italiano, principalmente attivo nei paesi slavi, maggior collaboratore del collega Vladislav Gorodeckij, legato a varie opere architettoniche di Kiev: dalla Casa delle Chimere, all'edificio della Banca Nazionale dell'Ucraina, alla Sinagoga caraita.